# Occupazione italiana del Montenegro e del Sangiaccato
L'occupazione italiana del Montenegro e del Sangiaccato avvenne durante la seconda guerra mondiale nell'aprile del 1941 durante l'invasione del Regno di Jugoslavia. Fortemente contrastata dalla popolazione e dai partigiani comunisti, provocò fin dal 13 luglio 1941 un'insurrezione generale che rischiò di travolgere il corpo d'occupazione italiano.
Con l'arrivo di grandi rinforzi, l'impiego di brutali metodi repressivi e il concorso dei collaborazionisti cetnici, gli italiani riuscirono a riprendere il controllo della situazione entro l'estate 1942, ma i partigiani di Tito ritornarono in massa in Montenegro nella primavera 1943 sconfiggendo italiani e cetnici; al momento dell'armistizio italiano dell'8 settembre 1943, il Montenegro era in piena ribellione e le truppe tedesche erano entrate nel territorio ufficialmente italiano per imprimere maggiore energia alla repressione. Dopo la resa dell'Italia il Montenegro venne rapidamente occupato dai tedeschi e alcuni reparti italiani entrarono a far parte dell'Esercito partigiano jugoslavo contribuendo alla liberazione finale del paese.

## L'invasione delle truppe dell'Asse
Nel 1941 gli eserciti dell'Italia, del Terzo Reich, della Bulgaria e dell'Ungheria (l'Ungheria partecipò solo all'operazione 25) occuparono i territori balcanici e della Grecia. Il Regio Esercito era presente con ben divisioni e 670 000 soldati. All'inizio tutto il territorio del Montenegro e il Sangiaccato fu occupato e presidiato dalla 18ª Divisione fanteria "Messina", dai Reali Carabinieri, dalla Corpo degli Agenti di Pubblica Sicurezza, Guardia di Finanza e dalle Unità di cetnici montenegrini. Successivamente l'area delle Bocche di Cattaro fu annessa al Regno d'Italia come una nuova provincia italiana, dipendente dal Governatorato della Dalmazia.

## Il protettorato italiano e la resistenza
(Annotazione di Galeazzo Ciano in data 17 luglio 1941)
Il 12 luglio 1941 fu proclamato a Cettigne, sotto il protettorato dell'Italia, il "libero e indipendente" Regno di Montenegro. Il 13 luglio la popolazione montenegrina insorse, sotto la guida di alcuni ufficiali nazionalisti del disciolto esercito jugoslavo come Pavle Djurišić e Bajo Stanišić, e di importanti esponenti del Partito Comunista Jugoslavo originari del Montenegro come Milovan Đilas, Mitar Bakić, Blažo Jovanović, Peko Dapčević, Sava Kovačević, Arso Jovanović.
L'insurrezione popolare ebbe successo e in sette giorni prese il controllo delle campagne (con l'esclusione delle città e della costa) sconfiggendo i reparti del Regio Esercito Italiano e impadronendosi di ingenti quantitativi di armi e altro materiale bellico. Come reazione il Comando Supremo del R.E.I. trasferì in Montenegro sei divisioni ("Cacciatori delle Alpi", "Emilia", "Pusteria", "Puglie", "Taro", "Venezia") sotto il comando del generale di corpo d'armata Alessandro Pirzio Biroli con funzioni di governatore civile e militare. Pirzio Biroli attuò durissime repressioni e rappresaglie contro i montenegrini, causando così lo sbandamento delle forze che guidavano l'insurrezione. Si alleò altresì con i gruppi di "nazionalisti" cetnici, ottenendo così la riconquista e il controllo quasi totale del territorio. L'efferatezze compiute da Pirzio Biroli furono tali che la nuova RSFJ lo dichiarò "criminale di guerra", ma lo Stato italiano non autorizzò mai l'estradizione.

### I bombardamenti della Regia Aeronautica
Tra le misure impiegate dai comandi militari vi furono anche i bombardamenti dell'aviazione contro villaggi e piccole cittadine:

### I rastrellamenti
Ad ogni divisione italiana venne assegnata una zona di competenza e le operazioni delle truppe del Regio Esercito venivano relazionate ai comandi superiori tramite rapporti scritti; in due di essi, relativi ad attività svolte nei mesi di luglio e agosto 1941, viene descritta la situazione nella regione e i risultati riportati dall'intervento militare:

## I crimini di guerra e la resistenza montenegrina

### L'eccidio di Pljevlja

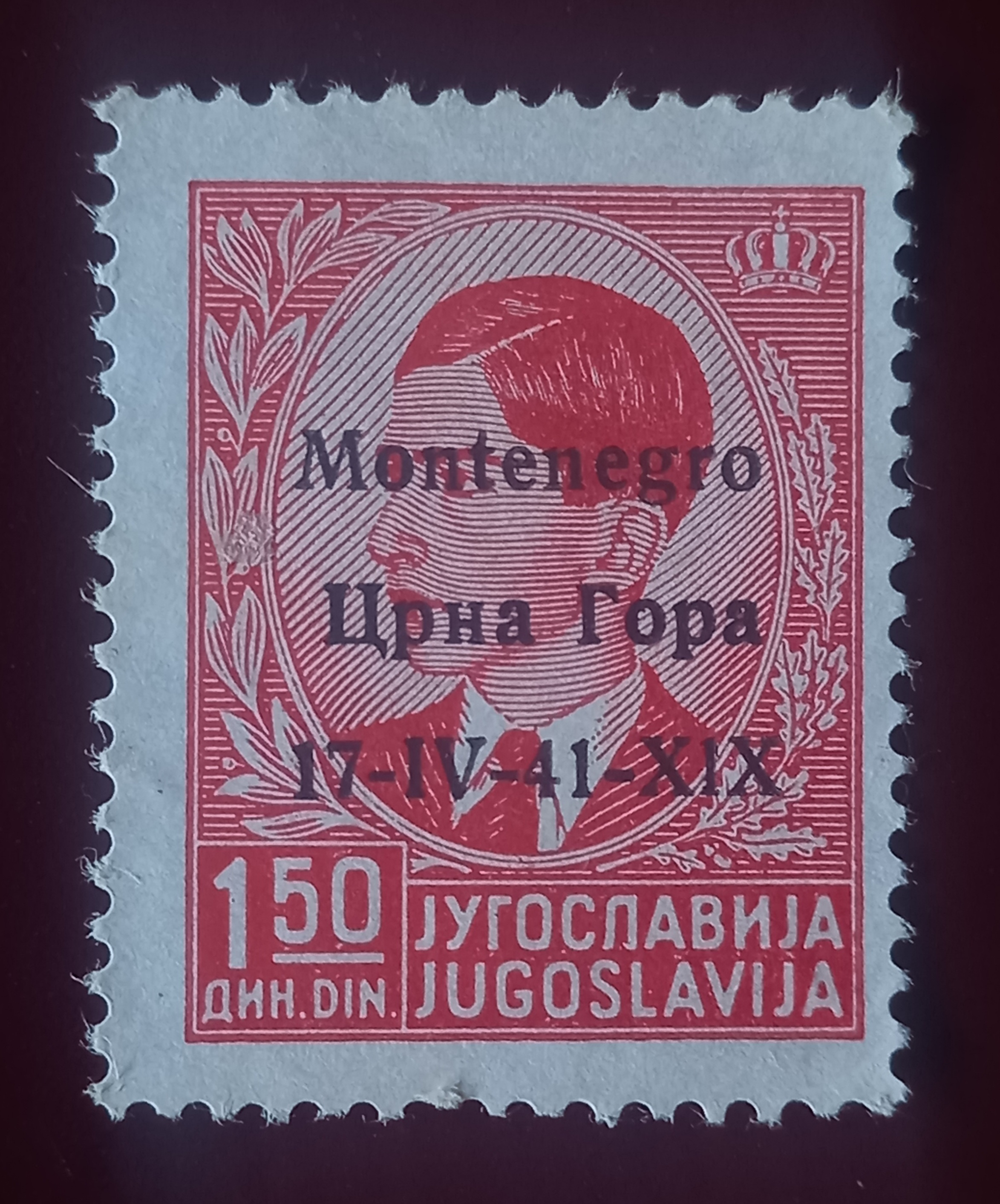
Francobollo del Regno di Jugoslavia con sovrastampa dell'occupazione italiana del Montenegro

La notte del 30 novembre 1941 ca. 8.000 partigiani attaccarono il villaggio di Pljevljia in cui insisteva il Comando della Divisione Pusteria. Gli Alpini, circa 1.500 effettivi, resistettero e rintuzzarono gli attacchi che cessarono solo nel pomeriggio del giorno successivo. Le perdite per entrambe le parti furono ingenti, ma scoraggiarono le intenzioni dei partigiani che impiegarono mesi per riorganizzarsi. Nel respingere l'assalto caddero in molti, il più alto in grado fu il Cap. Enzo Regattieri, C.te di Compagnia del Genio Alpino. Il 2 dicembre 1941, in applicazione delle disposizioni di Pirzio Biroli, ci fu la rappresaglia nel villaggio di Pljevlja fucilando sul posto 74 civili e passando per le armi anche tutti i partigiani catturati. Il 6 dicembre dopo un attacco partigiano presso Passo Jabuka, che causò gravi perdite alle truppe del Regio Esercito, le autorità italiane disposero un'ampia azione di rastrellamento e distruzione delle zone circostanti coinvolgendo in particolare i villaggi di Causevici, Jabuka e Crljenica, che vennero bombardati e dati alle fiamme mentre civili e partigiani furono trucidati sul posto. Il 14 dicembre vennero fucilati 14 contadini nel villaggio di Drenovo, mentre nei villaggi di Babina Vlaka, Jabuka e Mihailovici vennero uccise 120 persone, tra cui donne e bambini, e incendiate 23 case. Su questi ultimi cicli operativi scriverà anche Tito nelle sue memorie:
Tutte le azioni compiute dalle truppe rispondevano alle direttive generali degli alti comandi militari e all'indirizzo voluto dalle autorità d'occupazione d'intesa con il governo di Roma. Tali indicazioni, nella pratica, si traducevano in efferati crimini di guerra commessi dalle truppe italiane:

### La reazione partigiana
La reazione montenegrina e slava fu la creazione, strutturata, di formazioni partigiane con una forte presenza di comandanti comunisti guidati principalmente dai montenegrini Peko Dapčević (un ex comandante delle Brigate internazionali nella Guerra di Spagna), Sava Kovačević e Arso Jovanović, che in seguito fu capo di Stato Maggiore di Tito. La resistenza partigiana comunista lottò su due fronti: contro gli occupanti italiani e i nazionalisti monarchici cetnici, filo italiani.
Nel novembre 1941 le formazioni partigiane comuniste organizzarono circa 5.000 uomini nel territorio del Sangiaccato per conquistare la città di Pljevlja, sede della 5ª Divisione alpina "Pusteria".
Il 1º dicembre 1941 ci fu la più sanguinosa battaglia dei partigiani slavi contro gli italiani. Le perdite in vite umane furono altissime da entrambe le parti. I reparti degli alpini della "Pusteria" furono costretti a essere immobilizzati nel Sangiaccato e convivere con il grosso delle formazioni partigiane, al comando dello stesso Tito, nella vicina zona di Foča.

### Gli scontri con le truppe italiane

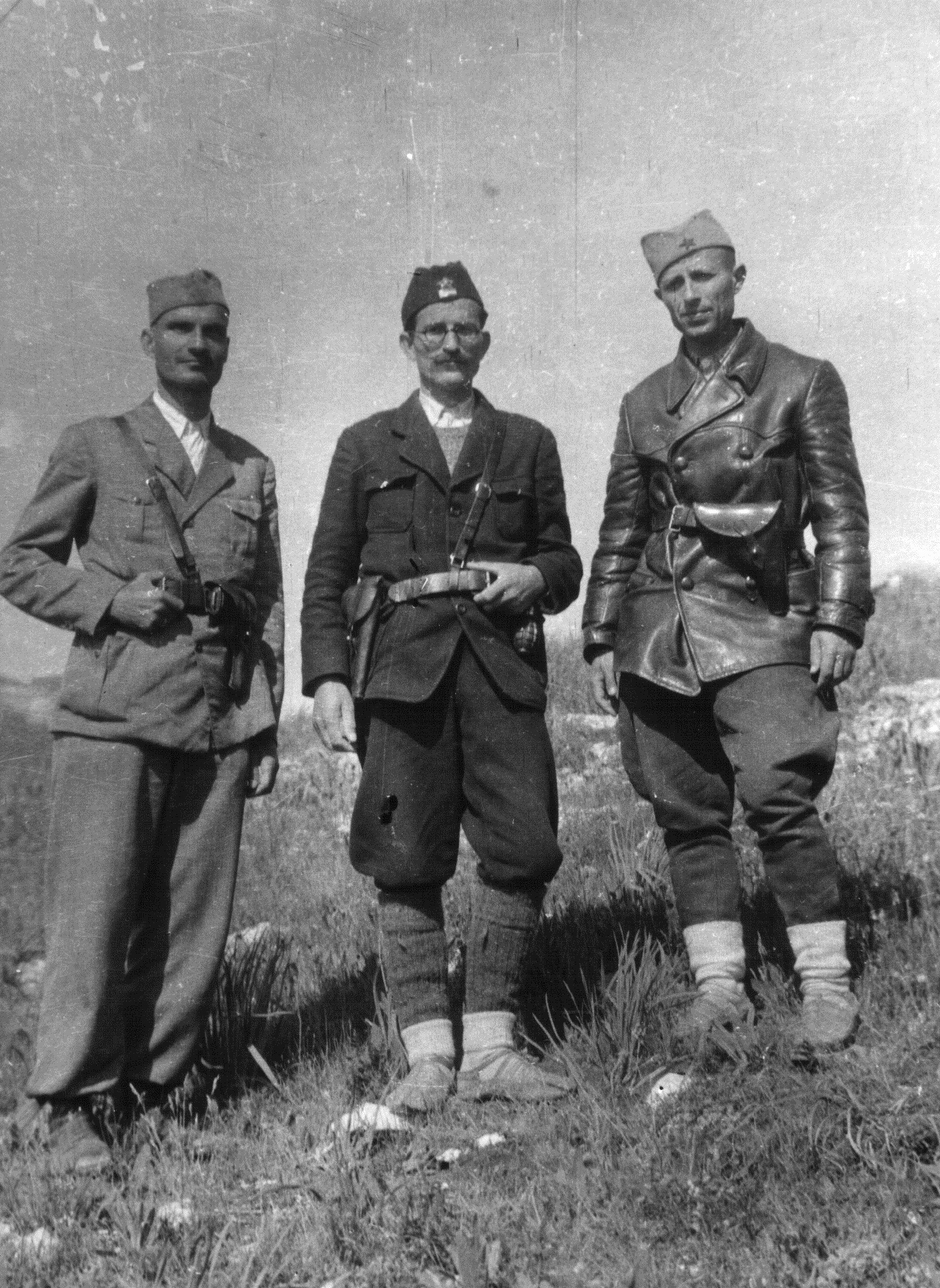
Tre capi partigiani montenegrini; da sinistra: Arso Jovanović, Ivan Milutinović, Mitar Bakič

Il 12 gennaio 1942 il generale Alessandro Pirzio Biroli ordinò che per ogni soldato ucciso, o ufficiale ferito la rappresaglia avrebbe compreso una proporzione di 50 ostaggi fucilati per ogni militare italiano e di 10 ostaggi fucilati per ogni sottufficiale o soldato ferito.
Nel gennaio 1942 le truppe italiane fecero irruzione nei villaggi di Ljubotinja e Gornji Ceklini devastandone gli abitati; a Bokovo vennero arrestati e deportati una quindicina di contadini. Il 13 febbraio 1942 l'aviazione italiana bombardò il villaggio di Morinje, a Gluhi Dol, uccidendo 4 persone in una scuola elementare; nel villaggio di Rubezi i soldati italiani, durante una spedizione punitiva, bruciarono alcune case e uccisero gli abitanti locali. L'episodio venne confermato dalla testimonianza del sergente capo-radiotelegrafista Amelio Martello:
Tra il febbraio e l'aprile 1942 i battaglioni alpini "Ivrea" e "Aosta" operarono una serie di rastrellamenti nella zona delle Bocche di Cattaro, fucilando 20 contadini e distruggendo 11 villaggi (Bjelske, Krusevice, Bunovici, Gornje Morinje, Repaj, Zlijebi, Gornje, Djurice, Sasovici, Kuta, Presjeka, Lastra, Kameno e Bakoci).
 Il 7 maggio 1942 a Cajnice, dove già nel dicembre 1941 si era verificato un attacco partigiano a seguito del quale erano morti alcuni soldati italiani, il generale del Regio Esercito, Esposito, ordinò l'esecuzione di 70 ostaggi presi tra la popolazione civile, seguendo le indicazioni dettate da Pirzio Biroli:
Nella primavera del 1942 i reparti alleati dell'"Operazione Trio" (Italia, con le Divisioni alpine "Pusteria" e la "Taurinense", Germania, Croazia) attaccarono e conquistarono la roccaforte partigiana di Tito a Foča ma le formazioni ribelli si sganciarono trasferendosi in Bosnia.
Il 20 giugno 1942 Pirzio Biroli fece fucilare 95 comunisti. Il 25 giugno 1942 a Cettigne, in rappresaglia di un attacco partigiano alle truppe del Regio Esercito che aveva provocato la morte di 9 ufficiali italiani, vennero fucilati 30 montenegrini. Il 26 giugno 1942 a Nikšić il giovane Dujo Davico, che lavorava come cameriere presso la mensa degli ufficiali del comando italiano del 48º reggimento fanteria "Ferrara", lanciò contro di loro una bomba a mano. Nonostante l'azione non provocò vittime, per rappresaglia vennero fucilati 20 prigionieri comunisti per opera dei carabinieri italiani.
Nell'estate del 1942 la Divisione alpina "Taurinese" sostituì la "Pusteria" nel controllo del Sangiaccato.
Il 31 dicembre 1942 Pirzio Biroli fece fucilare per rappresaglia contro l'uccisione di un nazionalista 6 montenegrini accusati di correità e partecipazione all'uccisione.
Nell'aprile 1943 nella città di Brodarevo gli italiani fucilarono 13 civili. Nella primavera del 1943 i partigiani di Tito riattaccarono i territori del Montenegro, infliggendo considerevoli perdite alle forze italiane. Nel maggio-giugno 1943 la divisione italiana "Ferrara", durante un rastrellamento nei distretti di Nikšić e Savnik, saccheggiò e distrusse in parte o totalmente tutti i centri abitati della zona, fucilando un gran numero di civili. Il villaggio di Medjedje in particolar modo fu completamente annientato e quando vi ritornarono i superstiti trovarono tra le macerie carbonizzate 72 cadaveri mutilati, in gran parte vecchi e ammalati impossibilitati a muoversi.
Nel settembre 1943 a Kolasin vennero fucilati 12 montenegrini dopo un attacco partigiano contro una colonna di militari italiani a Trebaljevo. Un altro aspetto dell'occupazione italiana del Montenegro è stato l'internamento dei montenegrini: al termine del conflitto nei campi di concentramento siti in Italia, Jugoslavia e Albania erano presenti 26.387 montenegrini.

## L'armistizio di Cassibile e il ritiro
L'8 settembre 1943 trovò dislocate nei territori della Jugoslavia ben 27 divisioni del R.E.I. e nel Montenegro il XIV Corpo d'Armata, comandato dal generale Ercole Roncaglia, disponeva di quattro divisioni:
- la 1ª Divisione alpina "Taurinense", presidiava Nikšić, comandata dal generale Lorenzo Vivalda;
- la 19ª Divisione fanteria "Venezia", presidiava Berane, comandata dal generale Giovanni Battista Oxilia;
- la 23ª Divisione fanteria "Ferrara", presidiava la valle del fiume Zeta con Podgorica e Cettigne, comandata dal generale Antonio Franceschini;
- la 155ª Divisione fanteria "Emilia", presidiava le Bocche di Cattaro, comandata dal generale Ugo Buttà.

Di fronte all'assenza di disposizioni dall'Italia e alle disposizioni di resa incondizionata e l'avvio ai campi di prigionia poste dagli ex alleati tedeschi ci furono alcuni giorni di confusione e di reazione da parte dei soldati italiani. Le prime reazioni furono dei soldati del Gruppo di artiglieria alpina “Aosta”, comandate da Carlo Ravnich, che il 9 settembre spararono cannonate alla colonna tedesca che tentava di raggiungere Nikšić.
A Podgorica il 13 settembre ci fu l'ultima riunione dei comandanti del Corpo d'Armata che decise di prendere tempo.
Il 14 settembre una colonna di 8.000 soldati della "Taurinense" cercò di dirigersi dall'interno del Montenegro verso le Bocche di Cattaro perché la Divisione “Emilia” aveva deciso unilateralmente di combattere i tedeschi, finendo però annientata. La colonna della "Taurinense" fu però respinta dall'esercito tedesco vicino a Cettigne, attaccata a Ledenice, accerchiata nei pressi di Grahovo. Dopo circa 15 giorni la "Taurinense", che aveva perso nei combattimenti circa 6.000 uomini, tutte le armi pesanti e tutti i viveri, riprese la via delle montagne e il comando di Divisione prese contatti con gli ex nemici del comando partigiano.
Il 15 settembre venne arrestato a Podgorica il generale Roncaglia.

## La resistenza anti-Asse
- i partigiani jugoslavi appartenenti all'EPLJ (Esercito Popolare di Liberazione Jugoslavia) di ispirazione comunista;

### Forze collaborazioniste con l'Asse
- i cetnici, monarchici nazionalisti filo-serbi, ufficialmente nemici dell'Asse ma concretamente collaboranti con gli italiani
- gli ustascia, croati che controllavano le zone di confine con la Bosnia e la Erzegovina

Altre formazioni minori di collaborazionisti:
- le cosiddette "bande musulmane" provenienti dal Kosovo;
- i zelenasi, i "verdi" indipendentisti;
- i bjelasi, i "bianchi", unionisti con la Serbia;
- i domobranci montenegrini, i "difensori della Patria"

### La Divisione italiana partigiana Garibaldi
Le oggettive difficoltà e incomprensioni iniziali con i partigiani furono superate dagli stessi considerando il comportamento dei soldati italiani contro i tedeschi. Dalla precedente organizzazione della Divisione alpina "Taurinense", furono costituite, su base volontaria, le prime due brigate di 800 uomini ciascuna che si aggregarono alla Divisione di fanteria da montagna “Venezia” , ancora unita e composta da 15 000 uomini. La divisione “Venezia”, che era stata fortunata di essere accampata a Berane e che si era difesa dagli attacchi tedeschi, ebbe anche la possibilità di ricevere, dopo diverse traversie, un piccolo aereo delle Forze armate italiane, dipendenti dal Governo del Generale Pietro Badoglio, con i codici cifrati che permisero di mantenere i collegamenti con i Comandi Militari dislocati nel Sud d'Italia.
(Irnerio Forni , 1, p. 40)
Il 3 dicembre 1943, nei pressi di Pljevlja, fu costituita così una formazione partigiana, esclusivamente su base volontaria e individuale, la Divisione italiana partigiana "Garibaldi" con quattro brigate, alle dipendenze strategiche del II Korpus dell'Esercito Popolare di Liberazione Jugoslavo. Secondo Scotti e Viazzi, la denominazione fu imposta dal II Korpus dell'EPLJ ma, comunque gli italiani ebbero l'avallo dello Stato Maggiore del Governo Badoglio. Per richiamarsi a Garibaldi fu adottato un fazzoletto o una cravatta rossa.

### Gli scontri principali
Nel febbraio 1944 due brigate (circa 2.800 uomini) furono inviate in Bosnia al seguito del II Korpus. Una delle due fu decimata e solo un quinto riuscì a tornare. Una terza brigata, dopo due mesi di scontri in Bosnia, scomparve e solo i pochi superstiti ritrovarono gli ex commilitoni partigiani.
Nell'agosto 1944 sei divisioni tedesche, in ritirata dalla Grecia, scatenarono in tutto Montenegro l'ultima offensiva e accerchiarono tutte le forze partigiane jugoslave e italiane. Per venti giorni le zone di Bjelasica, di Sinjajevina, del massiccio del Durmitor, del Komarnica, del Javorak furono tutto un susseguirsi di sanguinosi combattimenti.
Le residue tre brigate della Divisione italiana partigiana "Garibaldi" si distinsero nella lotta anti-nazista. Mentre la prima brigata, decorata in seguito con la medaglia d'oro al valor militare, proseguì la sua attività nel Sangiaccato, le altre due brigate furono assegnate al presidio della costa della Dalmazia.

### Il rientro dei militari italiani
Nel gennaio 1945 la prima brigata inseguì il nemico nazista fino alla città di Sarajevo. La divisione italiana partigiana Garibaldi si riunì, alla fine dei combattimenti, nel porto dalmata di Ragusa per rientrare in Italia. I sopravvissuti furono, rispetto ai 24.000 militari degli organici delle Divisioni "Venezia" e "Taurinense" alla data dell'8 settembre 1943, solo 3.500.